# West Garo Hills (huyện)
Huyện West Garo Hills là một huyện thuộc bang Meghalaya, Ấn Độ. Thủ phủ huyện West Garo Hills đóng ở Tura. Huyện West Garo Hills có diện tích 3714 ki lô mét vuông. Đến thời điểm năm 2001, huyện West Garo Hills có dân số 515813 người.